# Bỉm Sơn (thị xã)
Bỉm Sơn là một thị xã cũ thuộc tỉnh Thanh Hóa, Việt Nam.
Thị xã Bỉm Sơn được xác định là trung tâm kinh tế của vùng kinh tế động lực, đồng thời là cửa ngõ phía bắc tỉnh Thanh Hóa.

## Địa lý
Thị xã Bỉm Sơn nằm ở phía bắc tỉnh Thanh Hoá, có vị trí địa lý:
- Phía đông giáp huyện Nga Sơn và huyện Yên Mô, tỉnh Ninh Bình
- Phía tây và phía nam giáp huyện Hà Trung
- Phía bắc giáp thành phố Tam Điệp, tỉnh Ninh Bình.

Thị xã Bỉm Sơn nằm ở tọa độ 20°18' – 20°20' vĩ độ Bắc và 105°55' – 106°05' kinh độ Đông. Bỉm Sơn cách thủ đô Hà Nội 120 km về phía nam, cách thành phố Thanh Hóa 34 km về phía nắc, nằm trên mạng lưới giao thông vận tải thuận lợi với tuyến đường sắt Bắc Nam, Quốc lộ 1 chạy qua, tạo nên mối giao thương rộng lớn với các tỉnh trong vùng và các trung tâm kinh tế lớn của cả nước.
Thị xã Bỉm Sơn có diện tích 63,86 km², dân số năm 2022 là 69.826 người, mật độ dân số đạt 1.093 người/km².

### Địa hình
Bỉm Sơn là vùng đất thấp dần từ Tây sang Đông. Tuy diện tích không rộng nhưng Bỉm Sơn vừa có vùng đồng bằng, vùng núi đá, vùng đồi và sông suối.
- Vùng đồi núi có diện tích 50,97 km², chiếm 76,3%.
- Vùng đồng bằng có diện tích 15,19 km², chiếm 23,7%

### Khí hậu
- Nhiệt độ trung bình hằng năm là 23,6 °C
- Lượng mưa trung bình đạt 1.514 mm/năm
- Độ ẩm không khí trung bình 80%.

### Tài nguyên thiên nhiên

#### Tài nguyên đất
Thị xã Bỉm Sơn có 2 nhóm đất chính là đất phù sa, đất xám Feralit, cụ thể: 
- Đất phù sa: 999,22 ha, trong đó:
  - Đất phù sa chua Glây nặng: phân bố ở vùng địa hình thấp trũng có diện tích 126,26 ha, phân bố tập trung ở phường Đông Sơn và xã Quang Trung, phù hợp với phát triển trồng lúa nước, nuôi trồng thủy sản
  - Đất phù sa biến đổi Glây nặng có diện tích 872,96 ha, phân bố ở các địa hình vàn, vàn cao, thuận lợi cho việc trồng lúa, màu và cây công nghiệp hàng năm, khả năng tăng vụ khá cao.
- Diện tích đất xám: 4.193,93 ha, gồm các loại:
  - Đất xám Feralit đá lẫn nông: 3.535,86 ha
  - Đất xám Feralit đá lẫn sâu: 658,07 ha. Độ dày tầng đất khá thuận lợi cho cây công nghiệp dài ngày, ngắn ngày phát triển.

#### Tài nguyên khoáng sản
Bỉm Sơn có khoáng sản chủ yếu là đá vôi, đá sét. Trong đó:
- Đá vôi (mỏ Yên Duyên): trữ lượng 3.000 triệu tấn, diện tích phân bố: 1000 ha
- Đá phiến sét (mỏ Cổ Đam): trữ lượng 60 triệu tấn, diện tích phân bố: 200 ha
- Sét xi măng (mỏ Tam Diên): trữ lượng 240 triệu tấn, diện tích phân bố: 200 ha
- Đất san lấp (Thung Cớn): trữ lượng 3,5 triệu tấn, diện tích phân bố: 100 ha
- Hai mỏ sét để sản xuất gạch ngói (phường Đông Sơn): trữ lượng 19 triệu tấn, diện tích 30 ha.[cần dẫn nguồn]

#### Tài nguyên nước
Hệ hống sông ngòi, ao, hồ của Bỉm Sơn gồm sông suối ngắn và nhỏ, nguồn nước mặt nghèo nàn biến động thất thường theo mùa: mùa mưa ngập úng, mùa khô thiếu nước.
Các suối: suối Sòng, Chín Giếng, Cổ Đam, Khe Gỗ, 3 voi, Khe Cạn đều đổ ra sông Hoạt, qua kênh Tam Điệp.
Tổng lưu lượng nước về mùa lũ: 1.685.000 m³/ngày đêm, về mùa kiệt: 9.513 m³/ngày đêm.
Nước ngầm khá phong phú, do địa hình đá vôi, Bỉm Sơn có nhiều hang động, sông suối ngầm có thể cung cấp nước cho cả thị xã, kết quả thăm dò 56 km² khu vực thị xã Bỉm Sơn (đoàn địa chất 47) được Hội đồng Trữ lượng nước quốc gia thông qua khẳng định: khu vực nước Bỉm Sơn có trữ lượng nước ngầm thuộc cấp A + B = 41.300 m³/ngày đêm.

#### Tài nguyên rừng
Rừng Bỉm Sơn chủ yếu là rừng trồng, thực vật tự nhiên trên núi đá chủ yếu là cây lùm bụi, cây gỗ mọc rải rác không có trữ lượng, diện tích: 1.141,57 ha.
Động vật rừng nghèo nàn, chủ yếu là một vài loài bò sát và chồn, cáo trên núi đá.

## Lịch sử
Địa bàn thị xã Bỉm Sơn ngày nay vốn là một vùng đất ở phía bắc huyện Hà Trung.
Ngày 8 tháng 3 năm 1967, thành lập thị trấn nông trường Hà Trung trực thuộc huyện Hà Trung.
Ngày 29 tháng 6 năm 1977, thành lập thị trấn Bỉm Sơn trực thuộc tỉnh Thanh Hóa trên cơ sở một phần các xã Hà Dương và Hà Lan thuộc huyện Hà Trung, nhằm hỗ trợ cho Nhà máy Xi măng Bỉm Sơn – nhà máy sản xuất xi măng lớn nhất Việt Nam lúc bấy giờ.
Ngày 18 tháng 12 năm 1981, thị xã Bỉm Sơn được thành lập, bao gồm thị trấn Bỉm Sơn, thị trấn nông trường Hà Trung và 2 xã Quang Trung, Hà Lan thuộc huyện Trung Sơn (hợp nhất từ 2 huyện Hà Trung và Nga Sơn).
Ngày 29 tháng 9 năm 1983, thành lập 3 phường: Ba Đình, Lam Sơn, Ngọc Trạo trên cơ sở giải thể thị trấn Bỉm Sơn.
Ngày 4 tháng 4 năm 1991, thành lập phường Bắc Sơn trên cơ sở thị trấn nông trường Hà Trung vừa giải thể và một phần phường Ba Đình.
Ngày 11 tháng 4 năm 2002, thành lập phường Đông Sơn trên cơ sở 1.931,1 ha diện tích tự nhiên và 8.650 nhân khẩu của phường Lam Sơn.
Ngày 8 tháng 12 năm 2009, thành lập phường Phú Sơn trên cơ sở điều chỉnh 287,85 ha diện tích tự nhiên và 7.163 nhân khẩu của xã Quang Trung.
Ngày 29 tháng 5 năm 2015, Bộ trưởng Bộ Xây dựng ban hành Quyết định số 601/QĐ-BXD công nhận thị xã Bỉm Sơn là đô thị loại III trực thuộc tỉnh Thanh Hóa.
Ngày 1 tháng 12 năm 2019, sáp nhập xã Hà Lan vào phường Đông Sơn.
Thị xã Bỉm Sơn có 6 phường và 1 xã trực thuộc như hiện nay.

## Hành chính
Thị xã Bỉm Sơn có 7 đơn vị hành chính cấp xã trực thuộc, bao gồm 6 phường: Ba Đình, Bắc Sơn, Đông Sơn, Lam Sơn, Ngọc Trạo, Phú Sơn và 1 xã: Quang Trung.
| Đơn vị hành chính                                                                                              | Phường Ba Đình | Phường Bắc Sơn | Phường Đông Sơn | Phường Lam Sơn | Phường Ngọc Trạo | Phường Phú Sơn | Xã Quang Trung |
| --- | -------------- | -------------- | --------------- | -------------- | ---------------- | -------------- | -------------- |
| Diện tích (km²)                                                                                                | 8,74           | 16,58          | 21,00           | 4,90           | 2,87             | 2,71           | 7,06           |
| Dân số (người)                                                                                                 | 12.696         | 11.139         | 14.242          | 10.015         | 8.819            | 7.113          | 5.802          |
| Mật độ dân số (người/km²)                                                                                      | 1.453          | 672            | 678             | 2.044          | 3.073            | 2.625          | 822            |
| Hành chính | 10 khu phố     | 10 khu phố     | 12 khu phố      | 6 khu phố      | 8 khu phố        | 6 khu phố      | 6 thôn         |
| Nguồn: Phương án tổng thể sắp xếp đơn vị hành chính cấp huyện, cấp xã giai đoạn 2023 - 2025 của tỉnh Thanh Hóa |                |                |                 |                |                  |                |                |

## Kinh tế - xã hội
Thị xã Bỉm Sơn là một mũi nhọn phát triển công nghiệp của tỉnh Thanh Hóa. Năm 2021 tổng giá trị sản xuất trên địa bàn ước đạt trên 29.511 tỷ đồng, bằng 100,2% kế hoạch, tăng 15,9% so cùng kỳ.
- Trong đó, Công nghiệp – Xây dựng duy trì tốc độ tăng trưởng 18,4%, giá trị sản xuất ước đạt 21.811 tỷ đồng.
- Thương mại – Dịch vụ đạt 7.480 tỷ đồng, tăng 9,7% so với cùng kỳ.
- Nông – lâm – thủy sản tăng 3,4% so với cùng kỳ.
- Tổng vốn đầu tư phát triển trên địa bàn ước đạt 6.383 tỷ đồng.

Các công ty, xí nghiệp lớn trên địa bàn thị xã:
- Công ty Cổ phần xi măng Bỉm Sơn là doanh nghiệp trọng điểm của tỉnh đóng trên địa bàn thị xã. Công ty với tiền thân là Nhà máy xi măng Bỉm Sơn được thành lập vào ngày 4/3/1980.[16]. Ngày 1/5/2006 chuyển đổi thành Công ty cổ phần xi măng Bỉm Sơn. Công suất của nhà máy là 4 triệu tấn/năm. Là đơn vị anh hùng thời kỳ đổi mới.[17]
- Nhà máy ô tô VEAM được xây dựng trên địa bàn phường Bắc Sơn, thị xã Bỉm Sơn. Công ty chính thức đi vào hoạt động ngày 28/9/2009. Công suất thiết kế là 33.000 xe/năm.[18]
- Công ty LILAMA5 trên địa bàn phường Ba Đình.
- Công ty cổ phần Xây lắp và cơ giới 15 (LICOGI 15) trên địa bàn phường Ba Đình.
- Nhà máy xi măng Long Sơn lớn nhất tỉnh Thanh Hoá.
- Nhà máy may xuất khẩu thể thao Vaude.
- Nhà máy chiết suất ga.
- Nhà máy sản xuất kết cấu thép YADA.
- Nhà máy sản xuất bánh kẹo Tràng An.
- Nhà máy gạch Long Thành.
- Nhà máy may KH Vina.
- Công ty TNHH DS Hi-tech Vina.
- Nhà máy gạch Ba Lan.

Thị xã Bỉm Sơn có 2 khu công nghiệp là Bỉm Sơn A rộng 308 ha và Bỉm Sơn B rộng 222 ha và đươc quy hoạch mở rộng lên 1.000 ha. Với lợi thế nằm cạnh Quốc lộ 1 và đường cao tốc Bắc - Nam chạy qua gần khu công nghiệp, tương lai Bỉm Sơn sẽ thu hút dòng vốn FDI đầu tư rất lớn.
Các dự án FDI sẽ và đang triển khai hiện tại:
- Nhà máy sản xuất vật liệu trang trí INTCO vốn 25 triệu đô
- 2 dự án nhà máy sản xuất găng tay y tế của Tập đoàn Shandong INTCO vốn gần 270 triệu đô
- Nhà máy Sản xuất lốp ô tô Radial tổng mức đầu tư 1.300 tỷ đồng
- Dự án Nhà máy sản xuất phụ liệu may mặc với tổng mức đầu tư trên 450 tỷ đồng.

### Đô thị
Thị xã Bỉm Sơn khá chậm trong việc phát triển đô thị, tiềm năm hiện chưa tương xứng với việc phát triển kinh tế. Trên địa bàn thị xã không có nhiều khu đô thị mà chủ yếu là khu dân cư cũ và khu dân cư được cải tạo.
Các dự án khu đô thị đang được triển khai và sắp triển khai:
- Khu đô thị TNR Bỉm Sơn có diện tích 26 ha
- Khu đô thị phía Nam Bỉm Sơn diện tích 180 ha
- Khu đô thị Tây Quốc lộ 1 xã Quang Trung diện tích 23 ha
- Khu đô thị phía Tây đường Bà Triệu, phường Bắc Sơn
- Khu dân cư khu vực Nhà máy gạch Viglacera cũ phường Lam Sơn.

### Giao thông
Thị xã Bỉm Sơn là đầu mối kết nối với các vùng kinh tế trọng điểm miền Bắc và miền Trung:
- Quốc lộ 1A chạy qua thị xã dài 10 km
- Đường sắt Bắc Nam chạy qua ga Bỉm Sơn. Ga Bỉm Sơn là một ga lớn, bao gồm cả ga hành khách và ga hàng hoá, có nhánh rẽ vào Nhà máy Xi măng Bỉm Sơn
- Đường cao tốc Bắc – Nam phía Đông đang xây dựng cách thị xã chỉ 4 km và có đường nhánh lên xuống kết nối với cao tốc
- Các trục đường chính như: Trần Phú, Bà Triệu, Trần Hưng Đạo, Lê Lợi,... Đường vào khu công nghiệp phía đông thị xã.

### Giáo dục
Thị xã Bỉm Sơn là một trong những vùng "đất học" của tỉnh Thanh Hóa. Trường THPT Bỉm Sơn thường có tỉ lệ đậu đại học hàng năm chỉ xếp sau Trường THPT chuyên Lam Sơn trong tỉnh.
Trong những năm gần đây, tỉ lệ học sinh Bỉm Sơn đỗ vào các trường đại học đạt trên 40%, riêng năm 2006 đạt 62%.
Trên địa bàn thị xã có Phân hiệu trường Đại học Tài nguyên và Môi trường Hà Nội (trước đây là Trường Cao đẳng Tài nguyên và Môi trường Miền Trung) và cơ sở 2 của Trường Cao đẳng nghề LILAMA 1.

## Văn hóa

### Lễ hội

#### Lễ hội Sòng Sơn - Ba Dội
Lễ hội Sòng Sơn - Ba Dội được tổ chức hàng năm để thờ Thánh Mẫu Liễu Hạnh - một trong tứ bất tử được nhân dân ta tôn thờ. Ngoài ra, cũng là thời điểm nhân dân thị xã tỏ lòng nhớ ơn tới vị hoàng đế ảo vải Quang Trung. Tại nơi đây, năm 1789, Nguyễn Huệ đã cùng Ngô Thì Nhậm, Ngô Văn Sở đã dừng chân để tập kết quân lương, chiêu mộ binh lính, trước khi tiến ra bắc đánh bại 29 vạn quân Thanh. Trong dân gian còn có câu:
| “ | Đền Sòng thiêng nhất xứ Thanh... | ” |

hay:
| “ | Vui nhất là hội Phủ Dầy Vui là vui vậy, không tày Sòng Sơn. | ” |

Lễ hội Đền Sòng thường diễn ra từ ngày mùng 10/2 đến hết tháng 3 âm lịch hàng năm. Nhưng đông vui nhất là ngày 26/2, tương truyền là ngày Thánh Mẫu hạ giới.

#### Lễ hội đền thờ bát Hải Long Vương
Đền thờ bát Hải Long Vương là di tích lịch sử văn hóa cấp tỉnh. Lễ hội được tổ chức vào 24 - 8 âm lịch.

### Di tích, danh thắng

#### Đèo Ba Dội
Đèo Ba Dội (hay còn gọi là đèo Tam Điệp) nằm giữa 2 tỉnh Thanh Hóa và Ninh Bình. Đèo Ba Dội đã được công nhận là di tích cấp quốc gia.

#### Hồ Cánh Chim
Hồ Cánh Chim có diện tích 201.000 m² và 33.000 m³ nước trữ lượng. Sở dĩ có tên là Cánh Chim vì đứng trên đèo Ba Dội nhìn xuống, hồ có dáng một con chim đang vút cánh bay cao. Hồ Cánh Chim là một danh thắng được xếp hạng cấp quốc gia.

#### Quần thể động Cửa Buồng
Hệ thống động Cửa Buồng gồm 3 động: động Cô Tiên, động Đào Nguyên và động Cửa Buồng, nằm giữa 2 núi Tượng Sơn và Điểu Sơn (núi hình con voi và núi hình con chim). Nhiều danh nhân đã từng tới đây và để lại dấu ấn của mình.
Năm 1408, Nguyễn Trãi trên đường tìm minh chủ Lê Lợi đã qua đây và viết ở phiến đá giữa cửa động chữ Trãi (廌) theo lối chữ triện, đến nay vẫn còn.
Hải Thượng Lãn Ông cũng có bài thơ ca ngợi cảnh sắc động Đào Nguyên:
| “ | Đào Nguyên vân vũ vãn mơ hồ Thủy sắc thiên quang bán hữu vô Vạn cổ càn khôn thanh cảnh trí Hải sơn vi ngã bất tâm đồ. | ” |

Trong dân gian còn lưu truyền về Nguyễn Huệ khi đưa đại binh ra Bắc đã cho tổ chức các cuộc nghị bàn kế sách giải phóng Thăng Long tại đây, và cũng chính nơi đây Nguyễn Huệ đã được thần báo mộng phải tiến quân nhanh ra Bắc mới mong thắng trận. Khi trở về Phú Xuân, qua vùng đất này, Nguyễn Huệ đã có hai câu đối để cảm ơn thánh nhân, hiện nay hai câu đối đó vẫn còn lưu giữ tại đền Cây Vải (hay còn gọi là đền Bà Giếng Tiên, thuộc khu phố Nghĩa Môn, phường Lam Sơn). Hệ thống động Cửa Buồng được xếp hạng là di tích cấp quốc gia.